# Bernd Simon (Psychologe)
Bernd Simon (* 9. Oktober 1960 in Wadern) ist ein deutscher Sozialpsychologe.

## Leben
Er studierte von 1981 bis 1986 an der Universität Münster und an der University of Kent at Canterbury Psychologie, Soziologie und Philosophie. Er erwarb das Diplom in Psychologie (1986), die Promotion (1989) und die Habilitation (1994) in Münster. Seit 1998 ist er Professor für Sozialpsychologie in Kiel.

## Schriften (Auswahl)
- Soziale Identität und wahrgenommene Intragruppen-Homogenität in Minoritäts-Majoritäts-Kontexten. 1989, OCLC 489784469.
- mit Cornelia Massau: Soziale Identifikation, Ingroup-Favorisierung und Selbst-Stereotypisierung. Der Fall Oskar Lafontaine und die Saarländer. Bielefeld 1991.
- (Hg.): Macht. Zwischen aktiver Gestaltung und Missbrauch. Göttingen 2007, ISBN 3-8017-2002-0.
- mit Katrin Brettfeld und Menekşe Gün (Hg.): Religion und sexuelle Identität in muslimischen Gemeinschaften. Bonn 2008, ISBN 978-3-86872-027-3.